# Ґвяздово (Славенський повіт)
Ґвяздово (пол. Gwiazdowo) — село в Польщі, у гміні Славно Славенського повіту Західнопоморського воєводства.
Населення — 338 осіб (2011).
У 1975-1998 роках село належало до Слупського воєводства.

## Демографія
Демографічна структура станом на 31 березня 2011 року:
|          | Загалом | Допрацездатний вік | Працездатний вік | Постпрацездатний вік |
| -------- | ------- | ------------------ | ---------------- | -------------------- |
| Чоловіки | 172     | 37                 | 128              | 7                    |
| Жінки    | 166     | 30                 | 109              | 27                   |
| Разом    | 338     | 67                 | 237              | 34                   |